# Викопизано
Викопизано (итал. Vicopisano) је насеље у Италији у округу Пиза, региону Тоскана.
Према процени из 2011. у насељу је живело 5593 становника. Насеље се налази на надморској висини од 13 м.

## Становништво
| 1931. | 1936. | 1951. | 1961. | 1971. | 1981. | 1991. | 2001. | 2011. |
| ----- | ----- | ----- | ----- | ----- | ----- | ----- | ----- | ----- |
| 7.345 | 7.330 | 7.558 | 7.759 | 7.366 | 7.365 | 7.584 | 7.907 | 8.479 |